# Хор «Сяйво»
«Сяйво» — дитячий зразковий хор Ніжинської музичної школи у місті Ніжин, заснований 1952 р. Від 1982 його художнім керівником є директор школи Сергій Олександрович Голуб. Глибоке розуміння хорової справи та вишуканий художній смак керівника забезпечують успіх у творчій роботі над хоровими творами різних епох та жанрів: народна музика і церковна музика, класична музика і сучасний модерн.

## Репертуар
У репертуарі твори О.Лассо, Дж. Каччіні, Й. С. Баха, В. А. Моцарта, Дмитра Бортнянського, Артема Веделя, А. Вівальді, Дж. Россіні, Олександра Бородіна, А. Дворжака, Георгія Струве, А. Ніколаі, О. Бородіна, Миколи Лисенка, Миколи Леонтовича, Кирила Стеценка, Євгена Станковича, Олександра Костіна, Лесі Дичко та багатьох інших зарубіжних та українських композиторів. Усі твори «Сяйво» виконує лише мовою оригіналу — українською, білоруською, російською, англійською, німецькою, італійською.
Від 1996 Сергій Голуб є одночасно регентом хору Воскресіння кафедрального собору Всіх святих у Ніжині. Це не могло не відбитися на формуванні репертуару дитячого хору. До якого все частіше входить духовна музика вітчизняних композиторів: Артема Веделя, Дмитра Бортнянського, Миколи Лисенка, Миколи Леонтовича, Кирила Стеценка, Лесі Дичко, Михайла Вериківського, а також духовні піснеспіви І.Синиці — композитора та спів керівника хору «Воскресіння».
Однією з улюблених пісень хору є "Пісня, що вічно жива", на слова і музику юної хористки Тетяни Голуб.

## Виступи
Юні хористи неодноразово з великим успіхом виступали в найпрестижніших концертних залах України: республіканському палаці дітей та юнацтва, Національному будинку органної та камерної музики, патріаршому Володимирському соборі, колонній залі ім. М. В. Лисенка національної філармонії України.

Окрім концертів духовної музики, діти спільно з кафедральним хором беруть участь у Різдвяних, пасхальних та архієрейських богослужіннях, чим завжди викликають велике захоплення й щиру вдячність численних парафіян.

За останні роки дитячий хор «Сяйво» набув особливої популярності не лише в місті і області, а й по всій країні. Десятки концертних виступів щороку здійснює колектив перед жителями рідного міста.

## Відзнаки
Від 1983 хор є постійним учасником обласних конкурсів-фестивалів 36 шкіл естетичного виховання. За цей час хор 17 разів поспіль виборював перші місця, а 1999 та 2000 року ставав лауреатом VII та VIII Міжнародних фестивалів дитячо-юнацької хорової творчості «Співає Київщина».
Хор є двічі лауреатом (І місце) VII та XIV Міжнародного конкурсу-фестивалю "Південна Пальміра" в 2000 і 2008 роках. А в 2008 році ще й був нагороджений грамотою за найкраще виконання обробок українських народних пісень.  Також "Сяйво" був учасником всеукраїнського музичного фестивалю до 250-річчя від дня народження Дмитра Бортнянського (грудень 2001, Чернігів), творчого звіту Чернігівщини до 10-річчя незалежності України в Палаці «Україна», міжнародної хорової асамблеї «Тоніка» і фестивалю «Музичні прем'єри сезону» (березень-квітень 2002, Київ). У 2005 році хор "Сяйво" став лауреатом Всеукраїнського фестивалю духовної музики "О, Мати Божа, о, Райський цвіте" в м. Тернополі.
Та особливу творчу сторінку хор вписав у життя міжнародного дитячого центру "Артек". З 2002 року він тричі брав участь у V, VII і IX фестивалях-конкурсах дитячого хорового мистецтва "Артеківські зорі" ім. Г.Струве:
- 2002 рік - І місце в конкурсі і головний приз за найкраще виконання творів Г.Струве;
- 2004 рік – І місце в конкурсі і знову головний приз фестивалю;
- 2006 рік – Гран-прі "Кубок Авдієвського".

За високий професійний виконавський рівень, активну і стабільну концертну діяльність колективу надано почесне звання «зразковий» (1993). Його керівник — Сергій Голуб — заслужений працівник культури України (1990).
Високі досягнення хору "Сяйво" на всеукраїнських і міжнародних мистецьких акціях надали йому високої честі спільно з Національною хоровою капелою "Думка" під керівництвом народного артиста України Є.Савчука, симфонічним оркестром Київської філармонії та провідними солістами-вокалістами взяти участь у прем'єрі ораторії О.Костіна "Йосиф Флавій" в Національній філармонії України (2007 р.).